# Nederlandse kampioenschappen schaatsen afstanden 2017 - 1000 meter vrouwen
De 1000 meter vrouwen op de Nederlandse kampioenschappen schaatsen afstanden 2017 werd gereden op zondag 30 december 2016 in ijsstadion Thialf in Heerenveen. 
Titelverdedigster was Jorien ter Mors, die haar titel succesvol verdedigde.

## Uitslag
| #      | Schaatser            | tijd    |
| ------ | -------------------- | ------- |
| Goud   | Jorien ter Mors      | 1.15,15 |
| Zilver | Marrit Leenstra      | 1.15,25 |
| Brons  | Ireen Wüst           | 1.15,98 |
| 4      | Suzanne Schulting    | 1.16,17 |
| 5      | Sanneke de Neeling   | 1.16,75 |
| 6      | Letitia de Jong      | 1.17,74 |
| 7      | Janine Smit          | 1.17,80 |
| 8      | Bo van der Werff     | 1.17,80 |
| 9      | Sanne van der Schaar | 1.17,81 |
| 10     | Esmé Stollenga       | 1.18,10 |
| 11     | Anice Das            | 1.18,13 |
| 12     | Jutta Leerdam        | 1.18,39 |
| 13     | Lotte van Beek       | 1.18,50 |
| 14     | Leeyen Harteveld     | 1.18,60 |
| 15     | Roxanne van Hemert   | 1.19,19 |
| 16     | Isabelle van Elst    | 1.19,39 |
| 17     | Elisa Dul            | 1.19,48 |
| 18     | Sanne in 't Hof      | 1.20,40 |
| 19     | Lina Miedema         | 1.20,68 |
| DNF    | Floor van den Brandt | –       |

Uitslag
1987 · 
1988 · 
1989 · 
1990 · 
1991 · 
1992 · 
1993 · 
1994 · 
1995 · 
1996 · 
1997 · 
1998 · 
1999 · 
2000 · 
2001 · 
2002 · 
2003 · 
2004 · 
2005 · 
2006 · 
2007 · 
2008 · 
2009 · 
2010 · 
2011 · 
2012 · 
2013 · 
2014 · 
2015 · 
2016 · 
2017 · 
2018 · 
2019 · 
2020 · 
2021 · 
2022 · 
2023 · 
2024 · 
2025